# Orquestra Paulistana de Viola Caipira
Orquestra Paulistana de Viola Caipira, também conhecida pela sigla OPVC, é uma orquestra brasileira fundada em 29 de outubro de 1997 pelo então maestro Rui Torneze, cujo objetivo é a difusão e a divulgação da música caipira no cenário nacional. O grupo é composto por mais de 50 pessoas.